# Герні (Іллінойс)
Герні (англ. Gurnee) — селище (англ. village) в США, в окрузі Лейк штату Іллінойс. Населення — 30 706 осіб (2020).

## Географія
Герні розташоване за координатами 42°22′12″ пн. ш. 87°56′15″ зх. д. / 42.37000° пн. ш. 87.93750° зх. д. (42.370060, -87.937425).  За даними Бюро перепису населення США в 2010 році селище мало площу 35,15 км², з яких 34,96 км² — суходіл та 0,20 км² — водойми.

## Демографія
Згідно з переписом 2010 року, у селищі мешкало 31 295 осіб у 11 536 домогосподарствах у складі 8282 родин. Густота населення становила 890 осіб/км².  Було 12031 помешкання (342/км²).
Расовий склад населення:
| - 73,3 % — білих - 11,6 % — азіатів - 7,8 % — чорних або афроамериканців - 0,3 % — корінних американців - 3,9 % — осіб інших рас |

До двох чи більше рас належало 3,2 %. Частка іспаномовних становила 11,7 % від усіх жителів.
За віковим діапазоном населення розподілялося таким чином: 28,3 % — особи молодші 18 років, 62,9 % — особи у віці 18—64 років, 8,8 % — особи у віці 65 років та старші. Медіана віку мешканця становила 37,9 року. На 100 осіб жіночої статі у селищі припадало 91,7 чоловіків;  на 100 жінок у віці від 18 років та старших — 87,4 чоловіків також старших 18 років.
Середній дохід на одне домашнє господарство  становив 105 572 долари США (медіана — 86 849), а середній дохід на одну сім'ю — 119 925 доларів (медіана — 103 537). Медіана доходів становила 71 956 доларів для чоловіків та 56 956 доларів для жінок. За межею бідності перебувало 4,8 % осіб, у тому числі 5,5 % дітей у віці до 18 років та 5,6 % осіб у віці 65 років та старших.
Цивільне працевлаштоване населення становило 16 365 осіб. Основні галузі зайнятості: освіта, охорона здоров'я та соціальна допомога — 20,7 %, виробництво — 18,3 %, науковці, спеціалісти, менеджери — 12,1 %, роздрібна торгівля — 11,7 %.